# Anna Wolff-Powęska
Anna Wolff-Powęska (* 1941 in Tarnopol) ist eine polnische Historikerin und Politologin, die sich auf die polnisch-deutschen Beziehungen spezialisiert hat.

## Leben
Einer der beiden Großväter Anna Wolff-Powęskas war Deutscher. Unmittelbar nach dem Zweiten Weltkrieg wurde ihre Familie aus dem von der Sowjetunion annektierten Ostpolen in die Region Großpolen umgesiedelt. Sie wuchs in Wągrowiec auf und besuchte auch dort die Schule.
1964 schloss sie an der Fakultät für Philosophie und Geschichte der Adam-Mickiewicz-Universität in Posen ihr Studium mit einer Magisterarbeit über die Krönungszeremonien im Königreich Polen ab. Sie unterrichtete zunächst Geschichte an einer Grundschule. 1969 wurde sie am West-Institut in Posen angestellt. 1970 verteidigte sie ihre Doktorarbeit, zehn Jahre später habilitierte sie sich mit einer Arbeit über Politik- und Rechtstheorien. 1986 bekam sie den Titel einer Professorin für Politische Wissenschaft. In den Jahren 1990 bis 2004 leitete sie das West-Institut in Posen.
Gleichzeitig übernahm sie Lehraufträge an der Fakultät für Politikwissenschaft und Journalismus an der Adam-Mickiewicz-Universität. Auch ist sie publizistisch tätig, ihre Artikel werden vor allem in  der Tageszeitung „Gazeta Wyborcza“, der Wochenzeitung  „Tygodnik Powszechny“ und im Periodikum „Przegląd Zachodni“ veröffentlicht. Ihre Forschungsfelder sind die deutsche Geschichte im 20. Jahrhundert, die deutsch-polnischen Beziehungen  und die politische Kultur in Mittel- und Osteuropa.
2004 wurde sie mit dem Komturkreuz des Ordens Polonia Restituta ausgezeichnet.
2016 erhielt sie den Viadrina-Preis der Europa-Universität Viadrina Frankfurt (Oder). In seiner Laudatio wies der deutsche Literaturwissenschaftler Heinrich Olschowsky darauf hin, dass sie stets gegen eine nationalistisch verengte Betrachtung der Geschichte gestritten habe. Sie habe auch unbequeme grundlegende Fragen gestellt, wie die nach dem Recht der Deutschen, nach Auschwitz ihre eigenen Opfer zu betrauern.
Für 2017 wurde ihr die Auszeichnung Pomerania Nostra zugesprochen.

## Monographien
- Doktryna geopolityki w Niemczech (1979)
- Polityczne i filozoficzne nurty konserwatyzmu w Republice Federalnej Niemiec (1984)
- Niemiecka myśl polityczna wieku oświecenia (1988)
- Polacy wobec Niemców. Z dziejów kultury politycznej Polskiej Rzeczypospolitej Ludowej 1945–1989 (1993)
- Oswojona Rewolucja. Europa Środkowo-Wschodnia w procesie demokratyzacji (1998)
- Polen in Deutschland, Integration oder Separation? (2000)
- Drogi i bezdroża demokracji u progu XXI wieku (2001)
- A bliźniego swego... : kościoły w Niemczech wobec "problemu żydowskiego" (2003)
- Między Renem a Bugiem w Europie (2004)
- Polacy - Niemcy : kultura polityczna, kultura pamięci (2008)
- Memory as burden and liberation : Germans and their Nazi past (2015)